# Antiochis (Schwester des Antiochos III.)
Antiochis war als Schwester des Antiochos III. des Großen eine hellenistische Prinzessin aus der Dynastie der Seleukiden.
Nachdem Antiochos III. 212 v. Chr. Xerxes, den König des westlichen Armenien, in dessen Hauptstadt Arsamosata belagert und zur Unterwerfung  gezwungen hatte, gab er ihm seine Schwester Antiochis zur Gemahlin. Um 202 v. Chr. ließ Antiochis aber ihren Gatten Xerxes beseitigen.